# Hatfields & McCoys
Hatfields & McCoys è una miniserie televisiva in tre puntate diretta da Kevin Reynolds e con protagonisti Kevin Costner e Bill Paxton. 
La miniserie tratta della lunga faida Hatfield-McCoy avvenuta realmente tra il 1865 e il 1891 a cavallo degli stati americani della Virginia Occidentale e del Kentucky, e diventata negli Stati Uniti simbolo di valori quali onore familiare, giustizia e vendetta.
È stata mandata in onda in prima visione assoluta negli Stati Uniti sul canale History tra il 28 e 30 maggio 2012 e in Italia è stata trasmessa in prima visione assoluta su Rete 4 dal 15 al 29 gennaio 2014
Negli Stati Uniti Hatfields & McCoys è stata un successo, diventando la serie televisiva più vista di sempre su una rete via cavo, con ascolti da 13,9 milioni di telespettatori per il primo episodio a 14,2 milioni per l'ultimo..

## Produzione

### Sceneggiatura
La sceneggiatura è stata curata da Ted Mann, autore di alcuni episodi della serie televisiva western Deadwood, dalla quale proviene anche l'attore Powers Boothe.

### Riprese
La serie è stata quasi interamente girata in Romania, trasformando i Carpazi nei monti Appalachi; solo una piccola parte delle riprese sono state effettuate in West Virginia.

## Riconoscimenti
Tra il 2012 e il 2013 la miniserie ha ricevuto numerose candidature a diversi premi televisivi, vincendo tra gli altri cinque Emmy e un Golden Globe.
- 2012 - Premio Emmy
  - Miglior attore protagonista in una miniserie o film per la televisione a Kevin Costner
  - Miglior attore non protagonista in una miniserie o film per la televisione a Tom Berenger
  - Miglior makeup per una miniserie o film per la televisione (non-prostetico) a Mario Michisanti e Francesca Tampieri
  - Miglior montaggio video per una miniserie o film per le televisione single-camera a Don Cassidy
  - Miglior missaggio audio per una miniserie o film per le televisione a Dragos Stanomir, Christian T. Cooke e Brad Zoern
  - Candidata come miglior miniserie o film per la televisione
  - Candidatura come miglior attore protagonista in una miniserie o film per la televisione a Bill Paxton
  - Candidatura come miglior attrice non protagonista in una miniserie o film per la televisione a Mare Winningham
  - Candidatura per la miglior regia per una miniserie, film per la televisione o speciale drammatico a Kevin Reynolds
  - Candidatura per la miglior sceneggiatura per una miniserie, film per la televisione o speciale drammatico a Ted Mann, Ronald Parker e Bill Kerby
  - Candidatura per la miglior direzione artistica per una miniserie o film per la televisione a Derek R. Hill, Serban Porupca, John B. Vertrees e Sally Black
  - Candidatura per i migliori costumi per una miniserie, film per le televisione o speciale a Karri Hutchinson e Adina Bucur
  - Candidatura per le migliori acconciature per una miniserie o film per la televisione a Giorgio Gregorini, Peter Nicastro e Gabriele Gregorini
  - Candidatura per la miglior composizione musicale per una miniserie, film per la televisione o speciale a John Debney e Tony Morales
  - Candidatura per il miglior casting per una miniserie, film per la televisione o speciale a Fern Champion, Amy Hubbard e History
  - Candidatura per il miglior montaggio audio per una miniserie, film per la televisione o speciale a Tom Bjelic, John Laing, John Douglas Smith, Mark Dejczak, Michael Mancuso, Dermain Finlayson, Kevin Banks, Darrell Hall, Alex Bullick, Nathan Robitaille, Dan Kiener, Emilie Boucek, Steve Baine e History
- 2013 - Golden Globe
  - Miglior attore in una miniserie o film per la televisione a Kevin Costner
  - Candidata come miglior miniserie o film per la televisione

## Differenze tra storia e miniserie tv
La pluripremiata miniserie televisiva presenta alcune piccole differenze con i fatti realmente accaduti durante la Faida Hatfield-McCoy:
- Quando fu ucciso Asa Harmon McCoy venne accusato inizialmente Devil Anse, non Jim Vance
- Cap Hatfield perse la vista da un occhio (che non divenne bianco) a causa di un incidente con una "capsula" a percussione, come quelle mostrate nella serie mettendo un'incudine sopra la polvere da sparo per poi colpirla con una mazza e causare un'esplosione, non in un incidente con la legna
- Perry Cline era sposato con Martha McCoy dal 1868, e non fu mai un pretendente di Roseanna
- Il giudice che assolse Floyd Hatfield per la questione del maiale fu Preacher Anse Hatfield, non il fratello maggiore di Devil Anse, Wall Hatfield
- Johnse non fu mai devoto a nessuna delle sue mogli/amanti
- Nancy diede alla luce due bambini prima di risposarsi con Frank Phillips
- Il confine tra le due famiglie non fu per tutti nettamente marcato poiché molti erano imparentati con entrambe e, ad esempio, alcuni McCoy continuarono comunque a lavorare per Devil Anse
- Jim Vance venne ucciso solo dopo l'impiccagione di Cotton
- La lettera inviata ai giornali fu scritta e pubblicata da William "Cap" Hatfiled, e non da Devil Anse